# Malacocera tricornis
Malacocera tricornis är en amarantväxtart som först beskrevs av George Bentham, och fick sitt nu gällande namn av R. H. Anderson. Malacocera tricornis ingår i släktet Malacocera och familjen amarantväxter. Inga underarter finns listade i Catalogue of Life.